# Cellcom Communications
Cellcom Communications or Cellcom  est une entreprise de télécommunications basée à Montréal, Québec. Elle est la plus grande franchise de Bell Canada & Bell Mobility en Amérique du Nord avec plus de 24 boutiques en Ontario et dans la communauté métropolitaine de Montréal. Cellcom est le leader du marché des communications sans fil au Québec.

## Histoire
Bell Canada Enterprises, la compagnie mère de Cellcom, a été fondée en 1880 et baptisée d’après Alexander Graham Bell, l’inventeur du téléphone et cofondateur de Bell Telephone Company. Cellcom Communications a été créé par Gary Huntman en 1985. Peu de temps après l’émergence des téléphones mobiles sur le marché des communications, Cellcom fut l’un des premiers distributeurs pour Bell Canada dans la communauté métropolitaine de Montréal. 
En l’espace de 3 décennies, Cellcom est passé du point de vente unique à 42 boutiques reparties au Québec et en Ontario. Investissant massivement dans la technologie sans fil, Cellcom s’est différencié des autres fournisseurs en télécommunications en se spécialisant dans l’offre aux entreprises. Aujourd’hui la filiale[réf. nécessaire] est devenue partie intégrante de Bell Canada[réf. nécessaire], la plus ancienne entreprise de télécommunications du Canada. Cellcom compte de nos jours plus de 600 clients-entreprises et près de 150 000 clients-particuliers. Ensemble, les deux compagnies sont devenues le premier fournisseur de télécommunications sans fil au Canada et détiennent près d’1 million d’inscrits à leurs services.

## Shutterball
Cellcom Communications détient les droits exclusifs de Shutterball, une application capable d’activer l’appareil photo d’un smartphone à distance. L’application a été conçue par Voxx International (anciennement connu sous le nom de Audiovox) et comprend un périphérique tiers capable de permettre à un individu de prendre un selfie sans utiliser les mains. Le périphérique consiste en une petite boule flexible contenant un déclencheur qui permet de prendre des photos et des vidéos à distance. L’objet peut être utilisé jusqu’à 20 mètres du téléphone et dispose d’une batterie allant jusqu’à 5 ans. Le périphérique est disponible pour iPhone 5, 4 et 4s, avec l’iPad Mini, l’iPod Touch 5e génération ainsi que le Samsung Galaxy S3, S4 et Note. 

## Virgin Mobile Canada
Cellcom gère plusieurs stands Bell Canada dans la communauté métropolitaine de Montréal. Cellcom dirige également plusieurs stands Virgin Mobile en Ontario et au Québec. Virgin Mobile est une filiale de Bell Canada et fournit des services de téléphonie mobiles prépayés ou en abonnements. 

## Expansion
Cellcom cherche actuellement à s’étendre sur le marché de l’Ontario, territoire sur lequel la compagnie possède déjà trois boutiques estampillées Bell Canada, localisées dans la communauté métropolitaine de Toronto.